# Laufental 91
Laufental 91 war ein von 1990 bis 1994 bestehender Koordinationsausschuss von vier separatistischen Organisationen im Bezirk Laufen in der Schweiz. Er bezweckte eine gemeinsame Interessenvertretung im Hinblick auf die anstehenden Volksabstimmungen im Kanton Basel-Landschaft und auf Bundesebene bezüglich des Kantonswechsels des Laufentals, nachdem der Bezirk sich für die Trennung vom Kanton Bern ausgesprochen hatte.

## Geschichte
Am 12. November 1989 sprachen sich die Laufentaler Stimmberechtigten mit einem Anteil von 51,7 % für den Beitritt des Bezirks zum Kanton Basel-Landschaft aus. Zweieinhalb Monate später, am 1. Februar 1990, beschlossen vier Probaselbieter Gruppierungen, eine gemeinsame Interessenvertretung zu bilden und ihre Aktivitäten zu koordinieren. Es handelte sich dabei um die Laufentaler Bewegung, das Komitee «Jo zum Baselbiet», die «Frauen und Mütter für Baselland» und die Junge Kraft Laufental. Alle blieben organisatorisch weiterhin selbständig. Mit der Namensgebung wollte der von Heinz Aebi und Robert Koller präsidierte Ausschuss seiner Hoffnung Ausdruck verleihen, dass der Kantonswechsel des Laufentals bis 1991, also anlässlich der 700-Jahr-Feier der Eidgenossenschaft, vollzogen würde. Juristische Störmanöver von Beitrittsgegnern durchkreuzten jedoch dieses Ziel.
Nur vier Tage später, am 5. Februar 1990, hiess der bernische Grosse Rat – entgegen der Empfehlung von Regierungsrat und Justizkommission – eine Beschwerde von Berntreuen gut und erklärte die Abstimmung für ungültig. Die beiden Vorsitzenden von Laufental 91 und weitere Stimmberechtigte reichten daraufhin am 16. März beim Bundesgericht eine Stimmrechtsbeschwerde ein. Sie kritisierten, dass der Grosse Rat nicht Recht gesprochen, sondern in erster Linie Politik betrieben habe; er habe sich weder an die Kantonsverfassung noch an die gesetzlichen Bestimmungen gehalten. Mitte Juni 1990 nahm Laufental 91 an den Bezirksratswahlen teil und errang in der Gemeinde Duggingen einen Sitz. Fast ein Jahr nach Einreichung der Beschwerde hob das Bundesgericht am 13. März 1991 den Beschluss des Grossen Rates auf und wies die Vorinstanz an, die Abstimmung für gültig zu erklären, was diese dann am 25. Juni auch tat.
Wie ursprünglich vorgesehen, engagierte sich Laufental 91 daraufhin in den Abstimmungskampagnen im Kanton Basel-Landschaft und auf Bundesebene. Sie waren auf die Kampagnen von Aufnahmebefürwortern im Baselbiet abgestimmt und wurden durch eine PR-Agentur professionell begleitet. Unter anderem umfassten sie Broschüren, Extrablätter, Inserate, Plakate, Leserbriefaktionen, Fundraising und die Organisation von Festveranstaltungen. Sowohl aus der kantonalen Abstimmung am 22. September 1991 als auch aus der eidgenössischen Abstimmung am 26. September 1993 ging Laufental 91 als Sieger hervor. Die letzte Aktivität war die Organisation eines Festes im Gymnasium Laufental-Thierstein am Silvesterabend 1993, um den Kantonswechsel am 1. Januar 1994 gebührend zu feiern. Wenig später lösten sich Laufental 91 und die angeschlossenen Organisationen auf, da ihr Ziel erreicht war.